# Karsten Kroon
Pour les articles homonymes, voir Kroon.
Karsten Kroon (né le 29 janvier 1976 à Dalen, Coevorden) est un coureur cycliste néerlandais. Il est cycliste professionnel de 1998 à 2014, au sein des équipes  Rabobank, CSC, BMC Racing et Tinkoff-Saxo. Il a remporté une étape du Tour de France et à deux reprises la semi-classique allemande Grand Prix de Francfort. Il s'est avéré être un spécialiste des classiques ardennaises, en prenant notamment la deuxième place de l'Amstel Gold Race et la troisième place de la Flèche wallonne. 
Par la suite, il devient commentateur à la télévision néerlandaise et reconnait s'être dopé durant une partie de sa carrière.

## Biographie
Karsten Kroon commence sa carrière professionnelle en 1999 au sein de l'équipe néerlandaise Rabobank. En 2000, il dispute son premier grand tour, le Tour d'Italie. Il prend le maillot vert du classement de la montagne à l'issue de la deuxième étape et le garde pendant onze jours. L'année suivante, il gagne le Grand Prix du canton d'Argovie. Au Tour d'Espagne, il est en tête du classement de la montagne pendant une journée.
En 2002, il remporte la huitième étape du Tour de France, à Plouay.
En 2004, il participe à la course en ligne des Jeux olympiques. Il en prend la 52e place. Toujours en 2004, il est averti par l'UCI à cause de valeurs sanguines anormales. Lors du Tour de France 2005, il porte le maillot à pois pendant une journée.
En 2006, Karsten Kroon quitte la Rabobank et est recruté par l'équipe CSC de Bjarne Riis. Il se classe cette année-là troisième de la Flèche wallonne et du Championnat des Pays-Bas sur route, quatrième de l'Amstel Gold Race, huitième du Tour des Flandres et neuvième de Tirreno-Adriatico. En 2008, il participe à la course en ligne des Jeux olympiques mais il ne termine pas la course. En 2009, il est deuxième de l'Amstel Gold Race.
En 2010, Karsten Kroon rejoint l'équipe BMC Racing. En avril, une chute lors de la Flèche wallonne lui cause plusieurs fractures au visage,. En 2011, il se fracture une clavicule lors du Tour des Flandres et doit renoncer à participer aux autres classiques du printemps. Il n'est pas sélectionné pour le Tour de France et ne participe donc pas à la victoire du leader de BMC Racing, Cadel Evans. Il dispute le Tour d'Espagne. Alors qu'il fait partie d'un groupe échappé lors de la quatorzième étape, il chute dans un ravin dans la descente du Puerto de La Ventana. Souffrant d'une fracture à l'avant-bras, il quitte la course,.

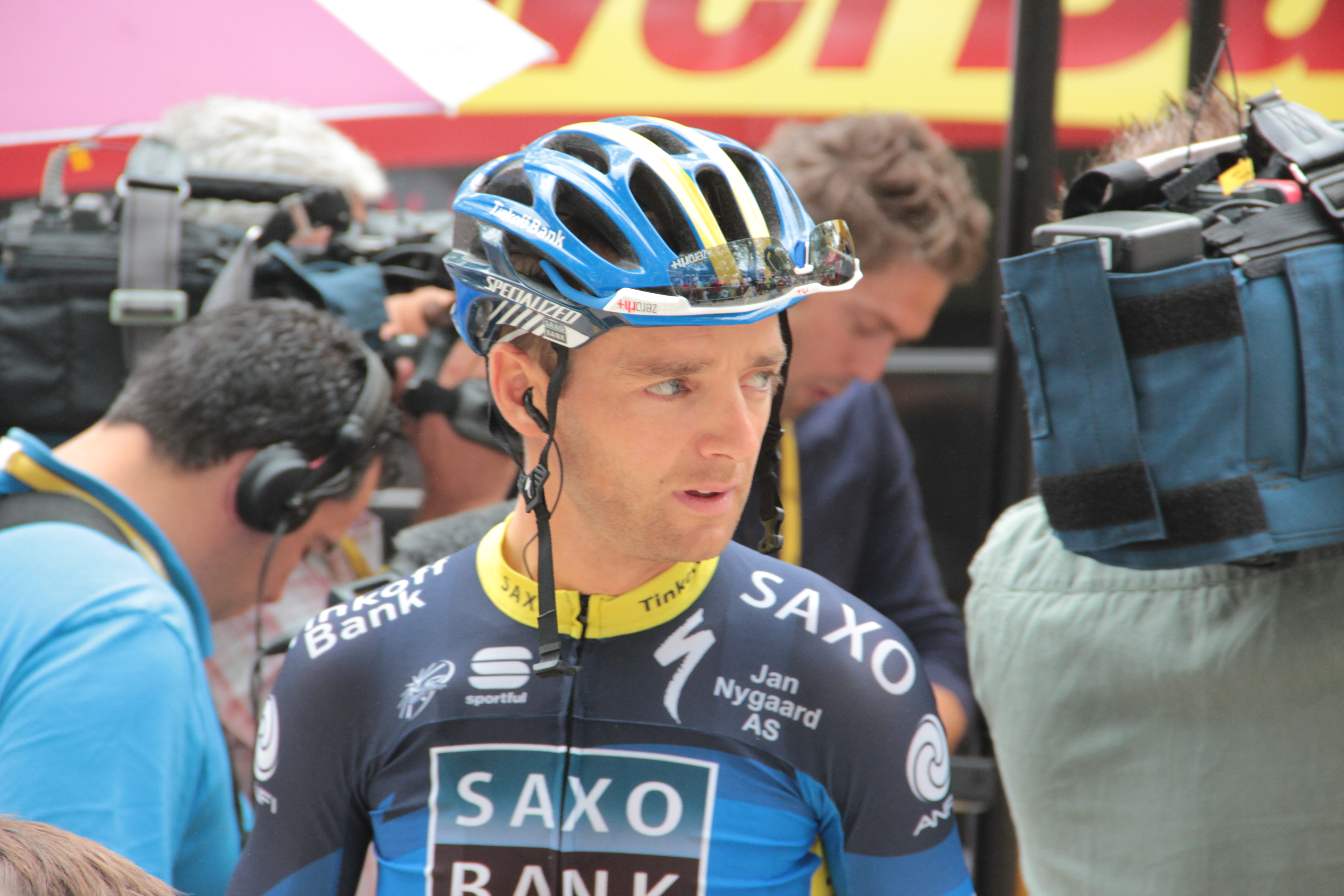
Karsten Kroon lors du Tour de France 2012.

Après deux années qu'il considère comme les pires de sa carrière, Kroon revient en 2012 dans l'équipe Saxo Bank, avec laquelle il signe un contrat de deux ans. Il dispute le Tour de France, avec cette équipe privée de son leader, Alberto Contador, suspendu. Aux championnats du monde sur route, dans le Limbourg néerlandais, il est le « capitaine de route » de l'équipe des Pays-Bas pour la course en ligne,. Il prend la 55e place de ce championnat, le meilleur Néerlandais est Lars Boom, cinquième.
En février 2013, Kroon se blesse lors du Tour du Qatar. À la suite d'une chute, le plateau du vélo d'un autre concurrent lui coupe la cuisse sur 6 centimètres. Nécessitant une opération, cette blessure l'empêche de s'entraîner durant six semaines et son indisponibilité en compétition est estimée à trois mois, ce qui va l'empêcher de participer aux classiques du printemps. Après une saison 2014 sans résultats probants, il met un terme à sa carrière de coureur.

## Reconversion et aveux de dopage
Il devient dès 2015 commentateur pour la version néerlandaise d'Eurosport. En 2017, le journal néerlandais AD envisage de le recruter pour qu'il donne des analyses sur le cyclisme, y compris le dopage. Cependant, Kroon reconnait auprès du journal s'être dopé durant une partie de sa carrière. Il se déclare prêt à avouer son utilisation du dopage au public, mais souhaite le faire après la saison cycliste, pour déranger le moins possible la génération actuelle de coureurs. Mais cela ne s'est pas produit : Kroon devait avouer avant le Tour d'Italie 2017, ce qu'il n'a pas pu faire en raison de circonstances personnelles. Quand la saison cycliste s'est terminée, il annonce avoir finalement changé d'avis. Le 24 avril 2018, le journaliste et ancien coureur Thijs Zonneveld dévoile les aveux de Kroon. Celui-ci reconnaît le jour même s'être dopé durant sa carrière.

## Palmarès et classements mondiaux

### Palmarès amateur
| - 1996 - Tour de Drenthe - 1997 - Flèche flamande - 3e étape du Triptyque ardennais - 2e étape du Circuit franco-belge - 2e de Liège-Bastogne-Liège espoirs - 2e du championnat des Pays-Bas sur route espoirs - 3e de la Flèche du Sud | - 1998 - 1re étape du Triptyque des Monts et Châteaux - Ster der Beloften : - Classement général - 2e étape - 6e étape du Circuit des Mines - 2e et 3e étapes du Tour de Navarre - 2e étape du Tour de León - 3e des Deux Jours du Gaverstreek - 3e du ZLM Tour |  |

### Palmarès professionnel
| - 2001 - Grand Prix du canton d'Argovie - 3e du Tour de Bochum - 2002 - 8e étape du Tour de France - 2003 - 5e étape du Tour du Poitou-Charentes - 2e du Grand Prix de la ville de Zottegem - 2004 - Grand Prix de Francfort - 2e du Grand Prix Jef Scherens - 3e du Grand Prix Bruno Beghelli - 2006 - 2e et 5e étapes du Tour de Hesse - 2e de la Flèche brabançonne - 3e de la Flèche wallonne - 3e du championnat des Pays-Bas sur route - 4e de l'Amstel Gold Race - 8e du Tour des Flandres - 9e de Tirreno-Adriatico | - 2007 - 4e du Tour des Flandres - 2008 - 2e étape du Tour de Castille-et-León - Grand Prix de Francfort - 5e étape du Tour de Saxe - 5e du Tour de Lombardie - 6e de l'Amstel Gold Race - 2009 - 2e de l'Amstel Gold Race - 2e du Grand Prix de Francfort - 2010 - 9e de l'Amstel Gold Race |  |

### Résultats sur les grands tours

#### Tour de France
5 participations
- 2002 : 146e, vainqueur de la 8e étape
- 2004 : 115e
- 2005 : 135e
- 2010 : 138e
- 2012 : 143e

#### Tour d'Italie
2 participations
- 2000 : 103e
- 2013 : non-partant (14e étape)

#### Tour d'Espagne
6 participations
- 2001 : 107e
- 2003 : 100e
- 2007 : 52e
- 2008 : 72e
- 2009 : 76e
- 2011 : abandon (14e étape)

### Classements mondiaux
| Année                  | 2006 | 2007 | 2008 | 2009 | 2010 | 2011 | 2012 | 2013 | 2014 |
| ---------------------- | ---- | ---- | ---- | ---- | ---- | ---- | ---- | ---- | ---- |
| Classement ProTour     | 42e  | 78e  | 102e |      |      |      |      |      |      |
| Calendrier mondial UCI |      |      |      | 76e  | 187e |      |      |      |      |
| UCI World Tour         |      |      |      |      |      | nc   | 229e | nc   | nc   |

## Distinctions
- Cycliste espoirs néerlandais de l'année : 1998